# Cultura di Glasinac

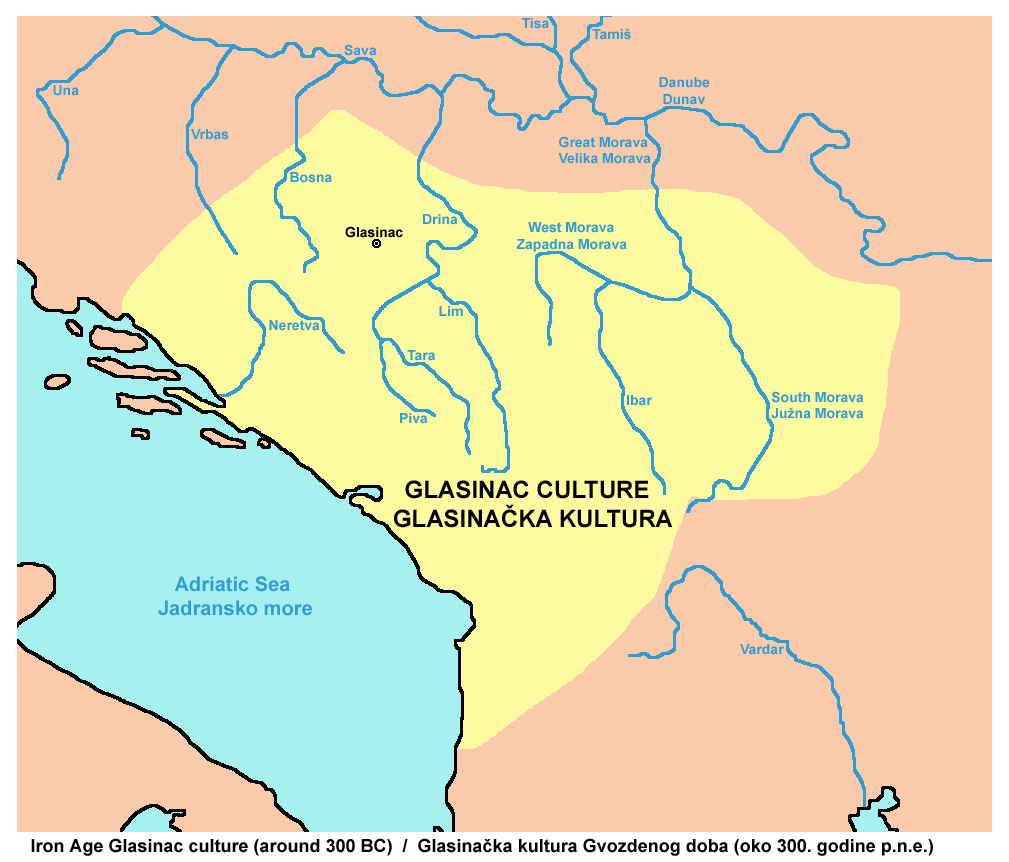
Estensione geografica della cultura di Glasinac

La cultura di Glasinac era una cultura dell'età del ferro, diffusasi nei Balcani occidentali, che prende il nome dalla località di Glasinac in Bosnia ed Erzegovina. L'area occupata da questa cultura includeva la Bosnia ed Erzegovina, la Croazia, la Serbia, il Kosovo, l'Albania e l'intero Montenegro. Viene associata con una popolazione che sarà conosciuta in seguito con il nome di Autariati, una delle più potenti tribù illiriche.
È conosciuta principalmente grazie agli scavi effettuati nelle aree sepolcrali. Inizialmente la pratica funeraria prevedeva l'inumazione del defunto sotto un tumulo ma a partire dal VI-V secolo a.C. la cremazione divenne più comune.

## Galleria d'immagini

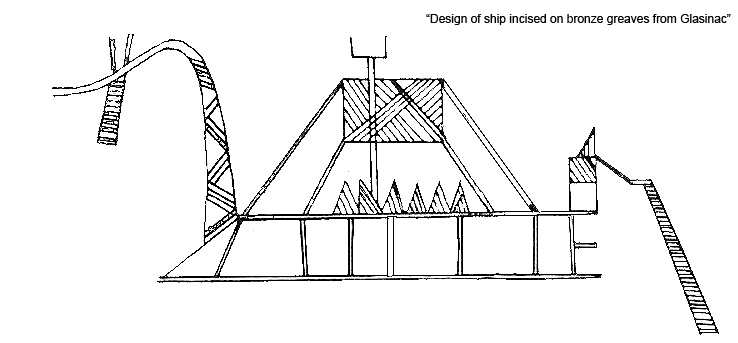
Rappresentazione di una nave (schiniere)